# Gazeta, em que se relatam as novas todas, que ouve nesta corte, e que vieram de várias partes
Gazeta, em que se relatam as novas todas, que ouve nesta corte, e que vieram de várias partes (en español: Gaceta en que se relatan todas las noticias que hubo en esta corte, y que vienen de varias partes) fue el primer periódico publicado en Portugal. La responsabilidad de la redacción fue concedida a Manuel de Galhegos por privilegio real.
Su primera edición data de noviembre de 1641, aunque vio la luz recién en el mes siguiente. Esa primera edición tiene la marca tipográfica de la oficina de Lourenço de Anveres (Lourenço de Antuérpia) (1599 - 1679), con sede en Lisboa. Las ocho publicaciones siguientes fueron impresas en la tipografía de Domingos Lopes Rosa.
Con la novena edición, de julio de 1642, terminó la publicación de este periódico que tenía una dimensión de 20 x 14 cm.